# Pulo Tengah
Pulo Tengah is een bestuurslaag in het regentschap Nagan Raya van de provincie Atjeh, Indonesië. Pulo Tengah telt 3128 inwoners (volkstelling 2010).